# Банах Ігор Юрійович
І́гор Ю́рійович Ба́нах  (нар. 11 липня 1967 р., Винники) — молодший сержант МВС України.
Учасник боїв на сході України в складі Національної гвардії. У мирний час проживає в місті Винники.
Восени 2015 року кандидував до Винниківської міської ради.

## Нагороди
За особисту мужність і героїзм, виявлені у захисті державного суверенітету та територіальної цілісності України, вірність військовій присязі під час бойових дій та при виконанні службових обов'язків, відзначений —
- 13 серпня 2015 року — нагороджений орденом «За мужність» III ступеня.